# Artland (Landschaft)

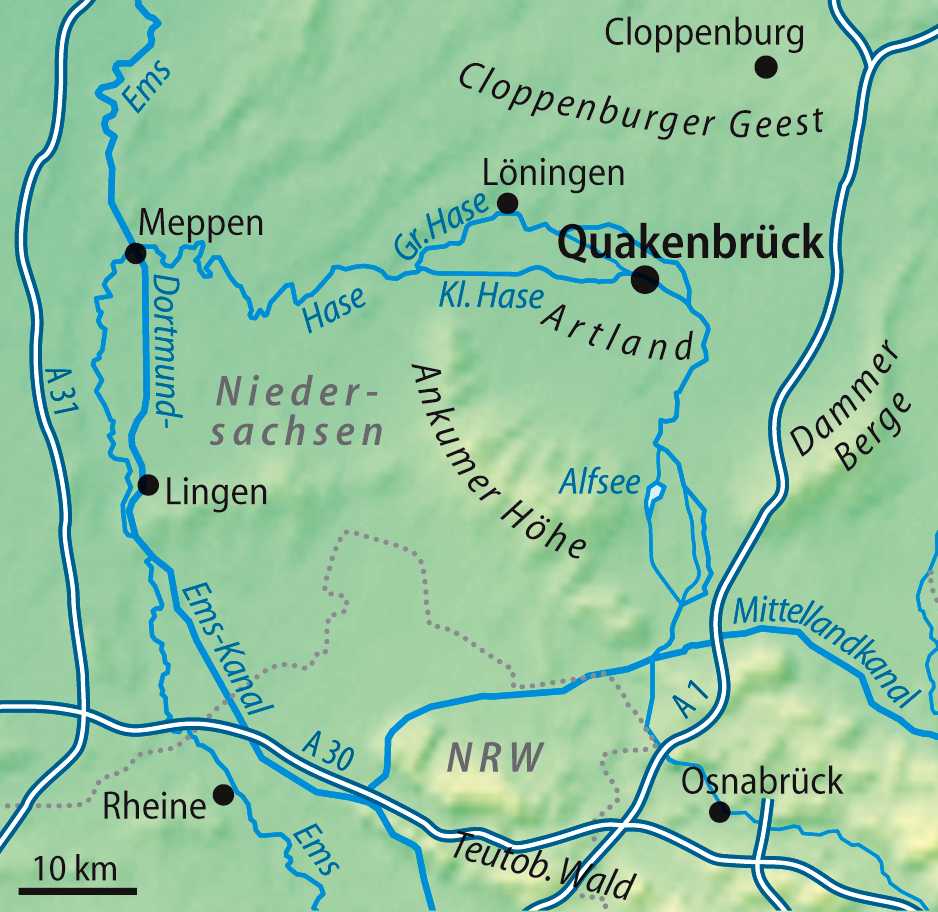
Die Lage der historischen Landschaft Artland im Osnabrücker Land

Der Begriff Artland hat, bezogen auf den Raum im Umfeld der Stadt Quakenbrück im niedersächsischen Landkreis Osnabrück, mehrere Bedeutungen.

## Bedeutungen
- Die Bezeichnung Artland steht für die Samtgemeinde Artland.

- Artland bezieht sich auf die 180 km² große Landschaft Artland im Landkreis Osnabrück, die aus der Samtgemeinde Artland und der Gemeinde Gehrde besteht.[1] Dem „Regionale[n] Raumordnungsprogramm für den Landkreis Osnabrück 2004“[2] ist jedoch zu entnehmen, dass „[d]ie historische Innenstadt Quakenbrück […] von der bäuerlichen Kulturlandschaft des Artlands ‚umrahmt‘“ werde (also nicht zu ihr gehöre) und – wie diese – „größte touristische Anreize“ biete.

- Die Erlebnisregion Artland besteht aus den Samtgemeinden Artland, Bersenbrück und Fürstenau.[3]

- Das FFH-Gebiet „Bäche im Artland“ liegt auf dem Gebiet der Samtgemeinden Artland und Bersenbrück sowie der Gemeinde Merzen in der Samtgemeinde Neuenkirchen.[4][5]

- Für touristische Zwecke bezeichnet seit 2010 der Landkreis Osnabrück die Samtgemeinden Artland, Bersenbrück und Neuenkirchen als „Artland“.[6]

- „Artland“ ist ein Synonym für den Naturraum Quakenbrücker Becken, ein eiszeitliches Zungenbecken, das vom Bersenbrück-Dammer Endmoränenbogen mit den Endmoränen der Ankumer Höhe im Südwesten und der Dammer Berge im Osten und Südosten sowie ihren abdachenden Sandern eingerahmt wird. In dieser nördlich von Bramsche beginnenden physischen Landschaft liegen auch Dinklage und die im Einzugsgebiet der Hase gelegenen Teile der Nachbarorte Lohne, Vechta und Bakum im sich östlich an den Landkreis Osnabrück anschließenden Landkreis Vechta sowie das Land an der Hase im Süden des Landkreises Cloppenburg und der äußerste Osten des Landkreises Emsland.[7] Diejenigen soeben genannten Gebiete, die heute außerhalb des Landkreises Osnabrück liegen, gehörten bis 1803 zum Niederstift Münster.

Das Artland war nie eine politische Einheit; seine Kirchspiele gehörten nicht einmal denselben Ämtern des Hochstifts Osnabrück an. Vielmehr führten wirtschaftliche, kulturelle und verwandtschaftliche Bindungen zum Artland als einer Einheit. In der dünn besiedelten Region dominieren heute zwischen Wiesen, Äckern, den für norddeutsche Geestlandschaften typischen Wallhecken, Feldgehölzen und Wäldchen mehr als 700 – oft denkmalgeschützte – Fachwerkhöfe in Einzellagen.
Die Bezeichnung Artland für diesen Landstrich ist erstmals für das Jahr 1309 belegt.

## Naturräumliche Gliederung
Naturräumlich gliedert sich das Quakenbrücker Becken wie folgt:
- (zu 58 Dümmer-Geestniederung)
  - (zu 585 Bersenbrücker Land)
    - 585.1 Quakenbrücker Becken
      - 585.10 Artland
      - 585.11 Ehrener Feld (im äußersten Nordwesten, westlich Hahlens)
      - 585.12 Bottorfer Mark (im westlichen Norden, nördlich von Menslage und Bottorf)
      - 585.13 Wulfenauer Mark (im Norden, bei Wulfenau)
      - 585.14 Vechtaer Mark (im äußersten Nordosten, westlich der Linie Vechta–Lohne)
      - 585.15 Hase-Niederung (nördliches Randtal, Westteil an der Hase bei Löningen)
      - 585.16 Fladder-Niederung (nördliches Randtal, Ostteil beiderseits des Fladderkanals zwischen Essen (Oldenburg) und Vechta)[10]

Diese Zungenbeckenlandschaft wird nach Südwesten und Südosten bis Osten vom Bersenbrück-Dammer Endmoränenbogen (585.0) mit den Endmoränen Ankumer Höhe (585,00) und Dammer Berge (585.03) sowie ihren abdachenden Sandern eingerahmt, die der äußerste Süden des Artlandes am Tal der Hase bei Bersenbrück allerdings in zwei einander nicht berührende Bögen trennt. Die nördlichen Randtäler des Beckens grenzen unmittelbar an Teile der Cloppenburger Geest (593) als Teil der Ems-Hunte-Geest (59). Südwestlich des Ehrener Feldes ist die schmale Nahtstelle zur westlichen Nachbarhaupteinheit Lingener Land (586).

## Geschichte

Hase-Binnendelta bei Quakenbrück um 1903

Die Hase im nördlichen Osnabrücker Land verzweigt sich in viele Arme und bildet ein Binnendelta, ein Relikt der letzten Eiszeit vor ca. 180.000 Jahren. Durch die Eiszeitgletscher wurden die Dammer Berge und Ankumer Berge aufgeschoben. Nachdem das Eis geschmolzen war, blieb zunächst eine tiefe Mulde zurück, es entstand im heutigen Artland ein großer Binnensee, teils bis zu 60 m tief, der später durch Schwemmsande teilweise wieder aufgefüllt wurde. Aufgrund der Temperaturänderungen verlandete der See immer mehr. Es bildete sich eine Sumpflandschaft, durch die sich die Hase mit zahlreichen Armen schlängelte und sich dabei auch häufig neue Wege suchte. Die in der Eiszeit geformte Urlandschaft des Hasetals hat im Verlaufe der Jahrtausende ihr Gesicht auch ohne Eingriffe durch den Menschen ständig verändert.
Die so entstandenen Flächen ermöglichen eine ertragreiche Landwirtschaft, die über Jahrhunderte hinweg die bis heute bäuerlich geprägte Landschaft formte. Allerdings führten die häufigen Überflutungen der Gewässer im Quakenbrücker Becken vor Beginn der bis heute andauernden umfangreichen Wasserbaumaßnahmen immer wieder zu verheerenden Ernteausfällen und auch früher schon zu Schäden an Bauwerken. Die Bauwerksschäden fielen aufgrund der wachsenden Bevölkerung zusehends ins Gewicht, so dass im Laufe der Jahrhunderte die Motivation, Siedlungen (vor allem Quakenbrück, Essen und Löningen) vor Überschwemmungen zu schützen, zunahm.
Die erstmals im Jahre 1309 für diesen Landstrich auftauchende Bezeichnung Artland wurde im Lauf der Jahrhunderte in wechselndem Umfang verwendet, klare, dauerhafte Gebietsgrenzen gab es nie.

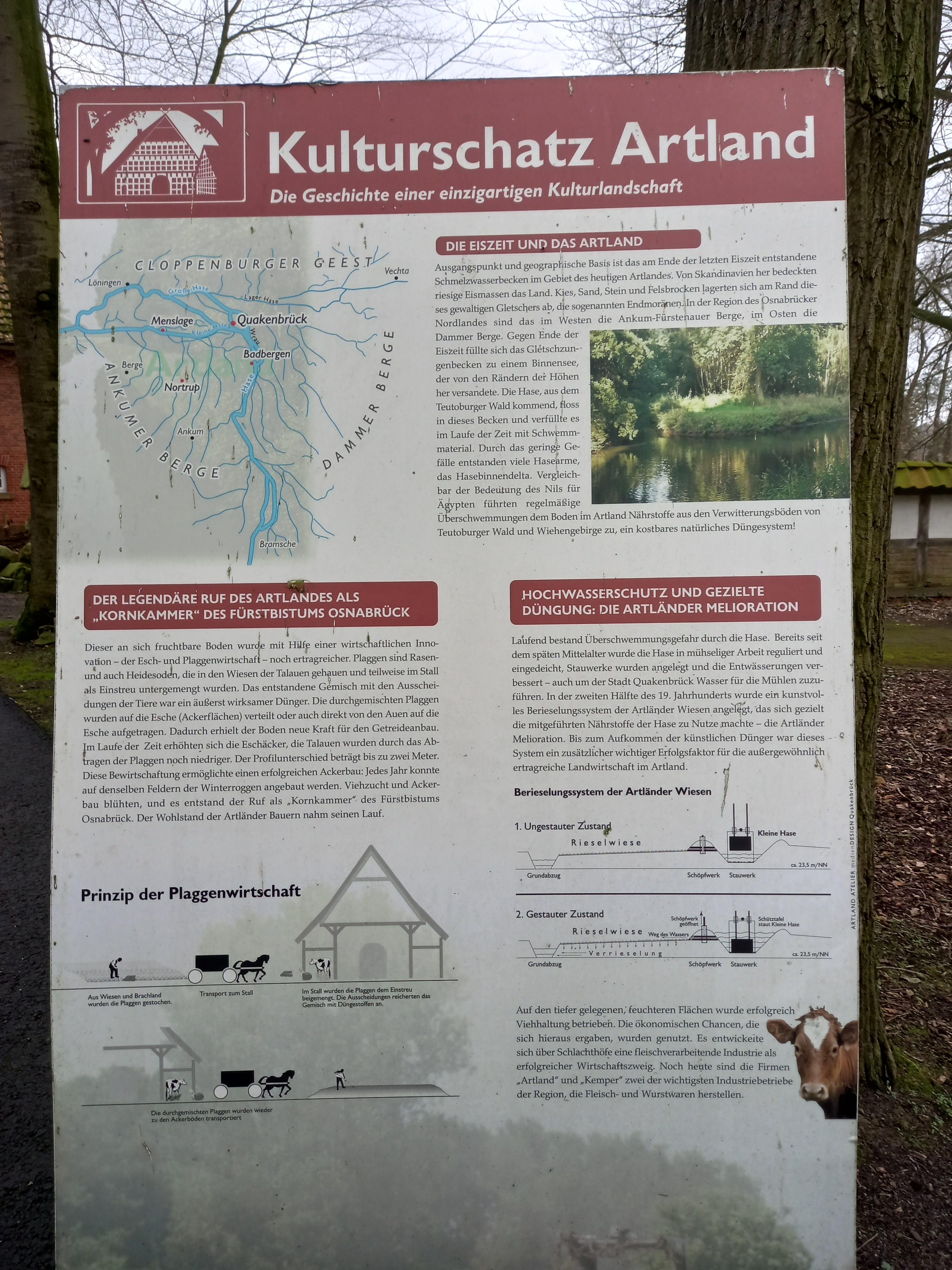
Informationstafel zur Geschichte des Artlands

Voraussetzung für die wirtschaftliche Eigenständigkeit des Artlandes waren die zunächst uneingeschränkt als „gut“ bewerteten naturräumlichen Bedingungen und die damit sehr ertragreichen Böden im „Quakenbrücker Becken“. Die Hase sorgte durch ihr geringes Gefälle im Flachland unterhalb von Bersenbrück für die Ablagerung fruchtbarer Schwemmsande (angeschwemmter Sand) aus dem Osnabrücker Bergland, woraus sich ein sehr fruchtbarer Ackerboden entwickeln konnte. Die höher gelegenen Eschböden wurden mittels Plaggendüngung aufgewertet, die den fetten Wiesen entnommen wurden. Neben der im ganzen Osnabrücker Land bis zum Dreißigjährigen Krieg vorherrschenden Viehzucht wurde im Artland seit jeher Ackerbau betrieben, wobei neben Hafer und Roggen auch die anspruchsvollere und begehrtere Gerste angebaut werden konnte. Dieser ertragreiche Ackerboden, der im Unterschied zu dem oftmals an Getreidemangel leidenden übrigen Osnabrücker Land stand, führte in der „Kornkammer des Hochstifts Osnabrück“ (das formell 1803 aufgelöst wurde) zur Herausbildung einer wohlhabenden ländlichen Oberschicht mit zahlreichen Einzelhofanlagen, wodurch zusammen mit Hecken, Wäldchen und Hofeichenkämpen eine parkartige Landschaft entstand. Die Blütezeit der Artländer Bauernhofkultur lag im 18. Jahrhundert. In dieser Zeit entstanden besonders viele der für das Artland typischen prächtigen Fachwerkbauernhöfe.
In den 1890er-Jahren und nach der Jahrhundertwende führte Gustav Möllmann die ersten fundierten, umfangreichen naturkundlichen Erfassungen der Artländer Flora und Fauna durch.
Der Wettbewerbsvorteil des Artlands gegenüber Landschaften mit weniger fruchtbaren Böden schrumpfte ab dem Beginn des 20. Jahrhunderts durch die sich bereits 1910 abzeichnende Möglichkeit, großflächig künstlichen Stickstoffdünger auf Ackerböden zu verwenden. 1928/29 verwendete die deutsche Landwirtschaft rund 430.000 t reinen Stickstoff, vor allem zum Düngen. Dadurch konnte der genügsame, aber auch viel Dünger vertragende Mais auf nahezu allen für den Ackerbau überhaupt geeigneten Böden angebaut werden. Dies geschah vor allem im heutigen „Schweinegürtel“, dem Gebiet mit der höchsten Tierdichte in Deutschland im Südwesten Niedersachsens, in dem auch das Artland liegt. Mais, der auch aus dem Ausland importiert wird, ist ein begehrtes Futtermittel, das wegen der Zig Millionen Tiere im „Schweinegürtel“ stark nachgefragt ist. Auch deshalb überwiegt im Artland, wie auch in der restlichen Weser-Ems-Region, der Anbau von Maiskulturen, obwohl der von Natur aus fruchtbare Boden dort keine intensive natürliche Düngung (mit Hilfe von Gülle aus der Massentierhaltung) noch gar mit Hilfe von Kunstdünger benötigt. Dennoch geht der Druck der heute finanzstarken und mächtigen Agrarindustrie vor allem im Oldenburger Münsterland auf die Landwirte, die heute im Artland nicht mehr annähernd so wohlhabend sind wie ihre Vorfahren im 18. Jahrhundert, so weit, dass von ihnen erwartet wird, Gülle abzunehmen, durch deren Einsatz sie ihren wertvollen Boden überdüngen würden, was zu einer Eutrophierung der gesamten Gewässerökologie an der Hase im Flachland führen würde. Auch ohne die Düngung Artländer Böden tritt der Eutrophierungsprozess des Oberflächenwassers ein, da ein Großteil des westlichen Landkreises Vechta und des südlichen Landkreises Cloppenburg über die Hase im Bereich des Artlandes in Richtung Ems entwässert wird.
Die 1972 gegründete Samtgemeinde Artland umfasst mit Quakenbrück, Menslage und Badbergen nur einen Teil des ursprünglichen Kernlandes, zu dem auch Gehrde gehört, das wie Menslage, Quakenbrück und Badbergen von der fruchtbaren Haseniederung profitierte. Nortrup zählt hingegen nicht zum Artländer Kernland. Es löste sich erst Anfang des 20. Jahrhunderts politisch und kirchlich von Ankum, wo 1908 die erste katholische Pfarrei gegründet wurde. Auch Ankum wird oft zum Artland gezählt (Artländer Dom), der Ort war jedoch jahrhundertelang Mittelpunkt des Farngaus, zu dem auch Nortrup gehörte.

## Name
Die Herkunft der Bezeichnung Artland ist umstritten. Zum einen war artland, wie aus einer Vielzahl von alten Schriften ersichtlich, allgemein die Bezeichnung für „Ackerland“ beziehungsweise allgemein fruchtbares Land und leitete sich vom althochdeutschen „ard“/„art“ oder „ord“/„ort“ bzw. dem lateinischen „arare“ für „pflügen“ ab. Diese allgemeine Bezeichnung könnte sich als Name speziell für diesen aufgrund häufiger Überschwemmungen des Hase-Binnendeltas im Gegensatz zu den angrenzenden Gebieten auffallend fruchtbaren Landstrich herausgebildet haben, zumal die ersten Siedler „Ortland“ hießen, ein Name, der bis heute im Artland oft vorkommt.
Eine andere Auslegung vermutet einen Zusammenhang mit dem Altgermanischen „orte“, das Siedlungsplätze und Landzungen bezeichnete und hier als eine in die Niederung vorgeschobene Siedlung zu verstehen wäre.
Ferner wird auch darüber spekuliert, ob der Name etwas mit dem plattdeutschen „aor“ zu tun hat (Ortstein oder Raseneisenstein als feste Bodenschicht war in dem Gebiet vorhanden).

## Frühe Reiseberichte
1800 bereiste der Prediger Johann Gottfried Hoche (1762–1836) aus Gröningen bei Halberstadt das Artland und berichtete:
Man siehet hier schöne Wiesen und Kämpe, das Getraide wächst hoch und voll. Der fröhliche Blick des Bauern, der sonst Menschen dieses Standes in Niederwestphalen nicht eigen ist, sein freieres offenes Wesen verräth einen bessern Zustand.

## Kulturlandschaftsraum
Der Kulturlandschaftsraum Bersenbrücker Land mit Artland umfasst ein 950 km² großes Gebiet. Diese Zuordnung zu den Kulturlandschaften in Niedersachsen hat der Niedersächsische Landesbetrieb für Wasserwirtschaft, Küsten- und Naturschutz (NLWKN) 2018 getroffen. Ein besonderer, rechtlich verbindlicher Schutzstatus ist mit der Klassifizierung nicht verbunden.

## Fachwerkbauernhöfe

### Bestandsaufnahme der zu beschützenden Bauwerke
Mehr als hundert Eindachhöfe (Niedersachsenhäuser) stehen auf dem Gebiet der Samtgemeinde Artland und der Gemeinde Gehrde unter Denkmalschutz. Es gibt dort gegenwärtig 600 komplette Bauernhof-Fachwerkanlagen des 16.–19. Jahrhunderts. Damit verfügt das Artland über eine europaweit einmalige Dichte an sehenswerter ländlicher Baukultur. Die Wehlburg, wurde 1972 ins Museumsdorf Cloppenburg transloziert und steht dort seitdem als Schaustück, an dem man die wichtigsten Merkmale eines Artlandhofs in Augenschein nehmen kann.

### Hochkultur und Artland-Stil
Alle Fachwerkbauernhöfe im Artland – solche mit hoher kunsthistorischer Bedeutung, aber auch schlichter konstruierte, die „bloß“ denkmalgeschützt sind, – gehören dem in der gesamten Norddeutschen Tiefebene immer noch häufig anzutreffenden Typus des Niedersächsischen Hallenhauses an. Für das Verständnis des folgenden Abschnitts ist es daher nötig zu klären, was den hohen Rang der in der Galerie unten präsentierten Gebäude ausmacht und woran Experten auf Bilddokumenten sofort erkennen, dass diese Gebäude aus dem Artland stammen.

#### Hochkultur
Die Wehlburg war laut Helmut Ottenjann, dem seinerzeitigen Direktor des Museumsdorfs Cloppenburg, der „Höhepunkt ländlicher Profanbaukunst Niederdeutschlands“ und galt ihm zufolge als „Beispiel par excellence für das niederdeutsche Fachwerkhallenhaus“ und als „Krönung der Artländer Bauernhauslandschaft“, der die neuere Hausforschung „eine überregionale Bedeutung“ bescheinigt. Zimmerleute, die zu diesem Zweck das Gebäude in seine Einzelteile zerlegten, stellten fest, dass für das Bauwerk ungewöhnlich viel Holz verbaut wurde. Dieser Befund lässt sich dadurch erklären, dass die Pracht der Wehlburg Ergebnis eines Status-Wettbewerbs im 18. Jahrhundert zwischen ihrem Erbauer, dem reichen Bauern Wehlborg, und seinem ebenso reichen Nachbarn Berner ist.

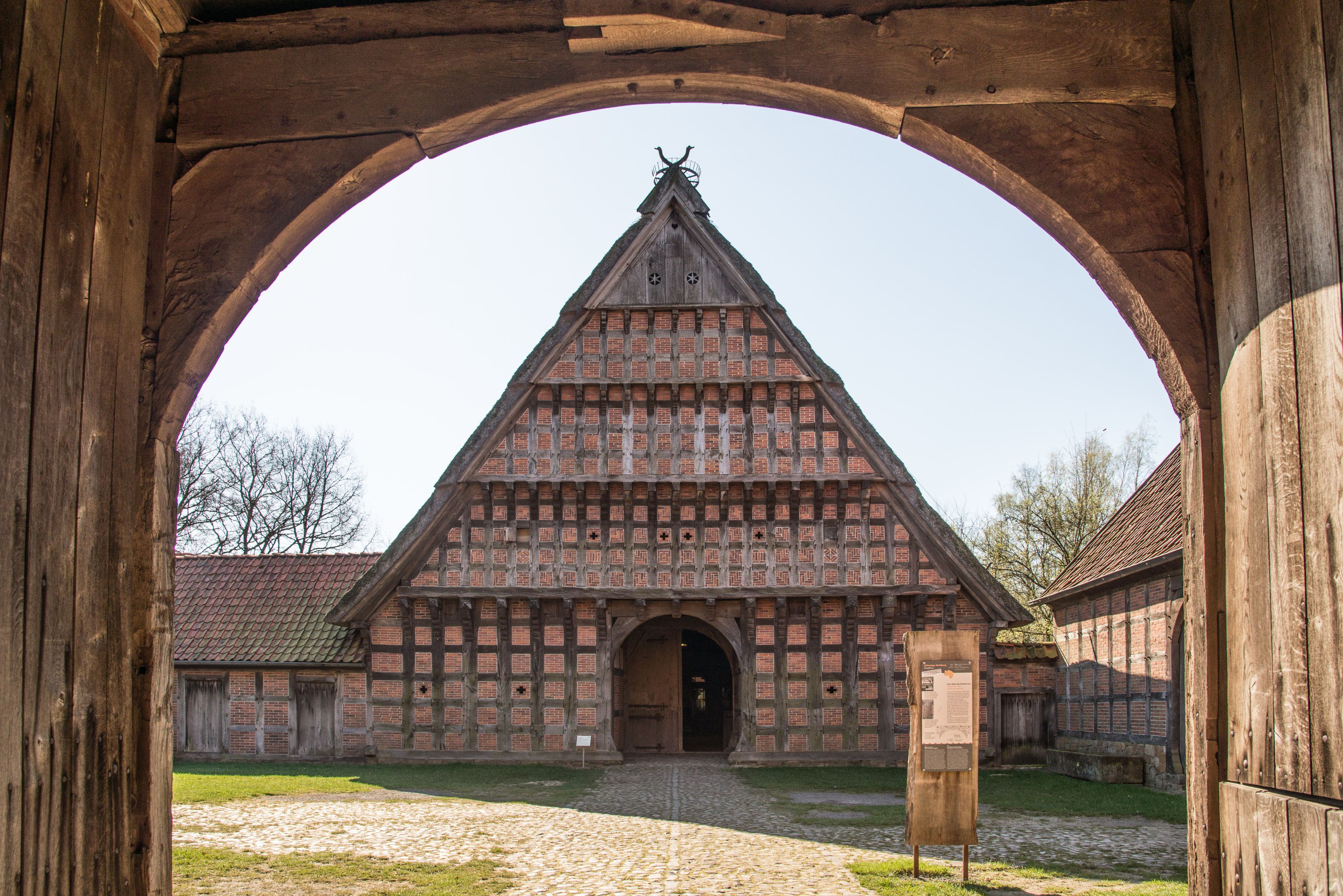
Wehlburg im Museumsdorf Cloppenburg: Einfahrtstor, umschlossener Hof und Prachtfassade
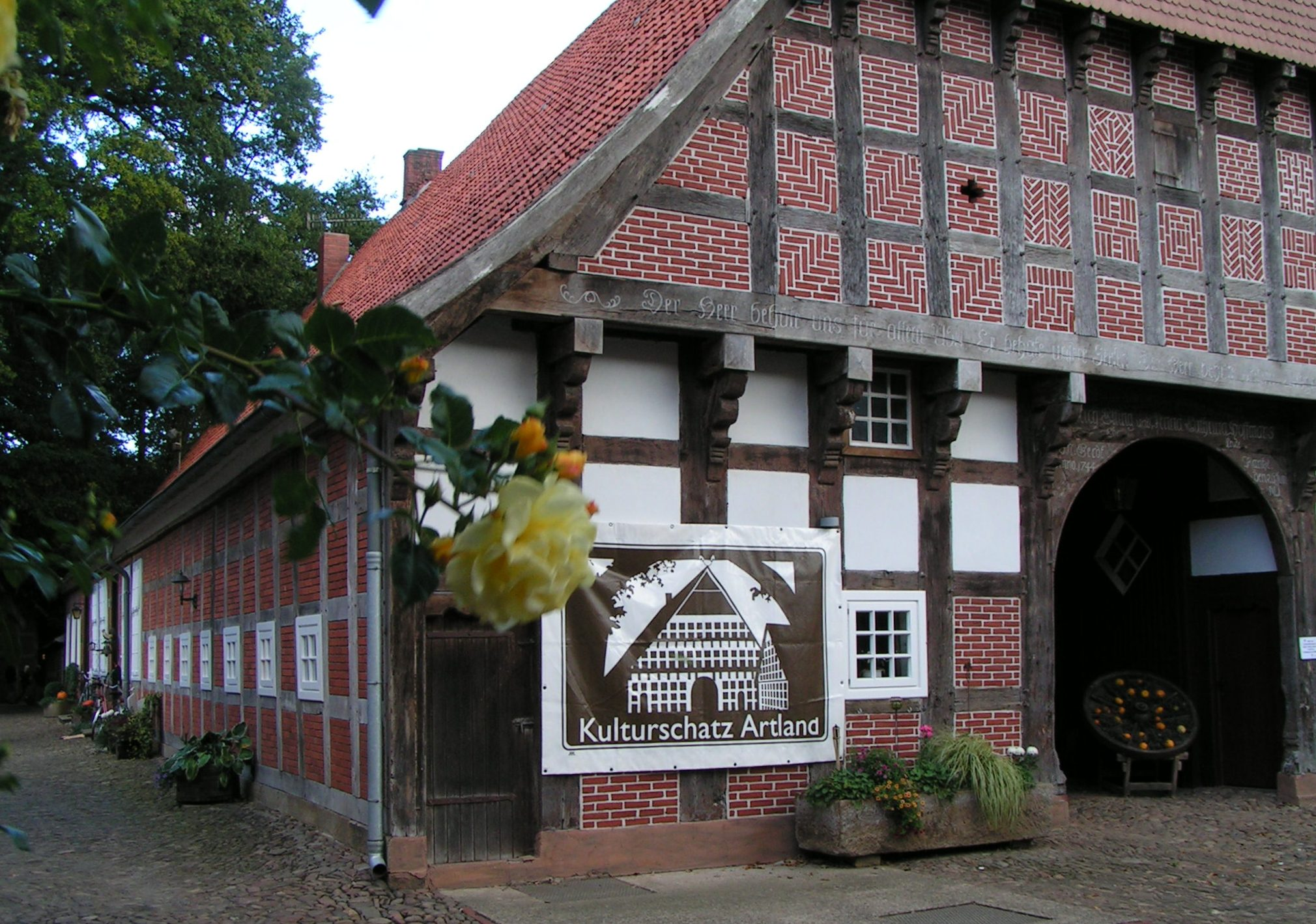
Bauernhof in Vehs mit an der Wand angebrachtem Markenzeichen des „Kultuschatzes Artland“
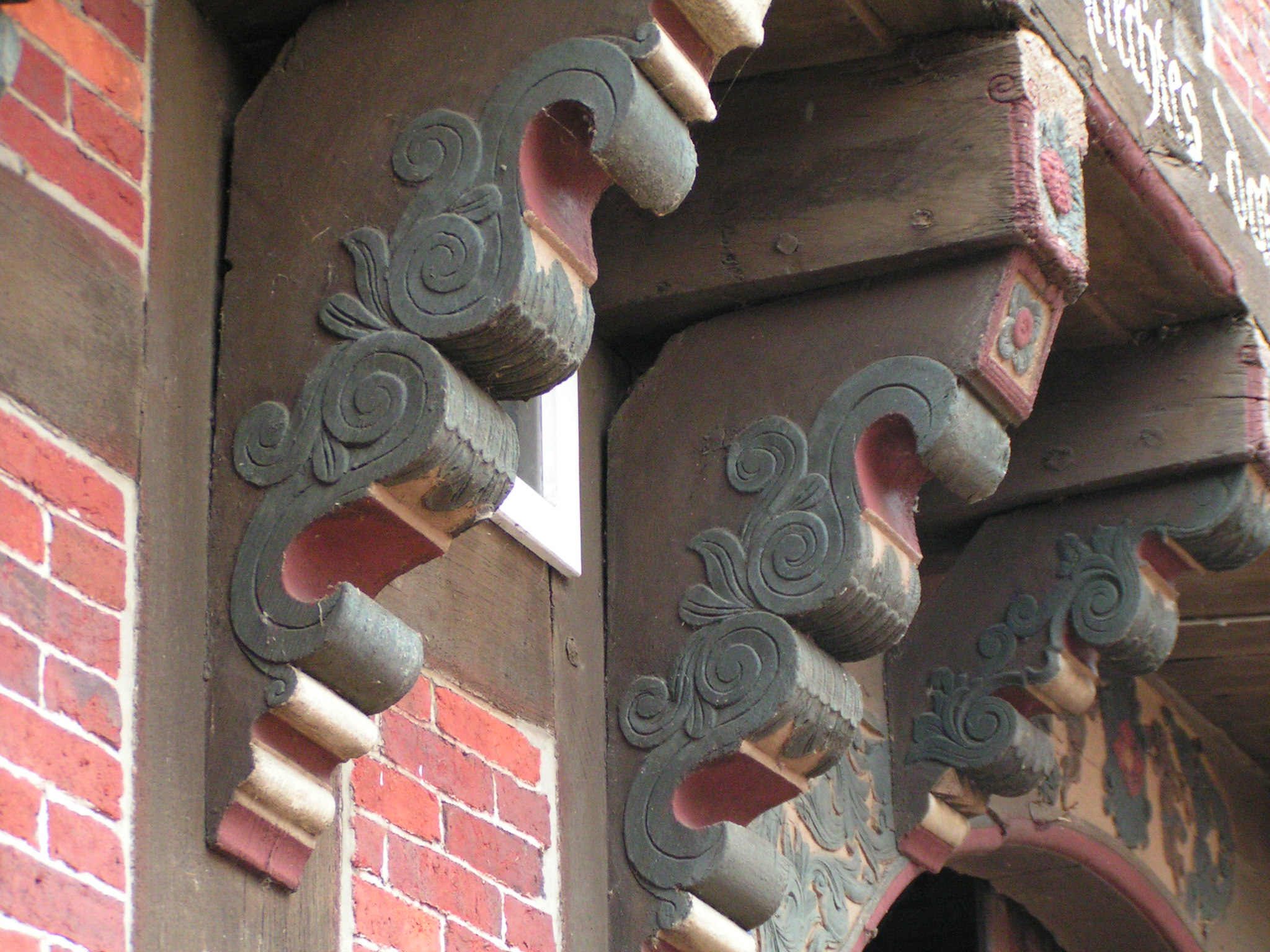
Kunstvoll gefertigte Knaggen in Wulften am „zweitprächtigsten“ Hof des Artlandes
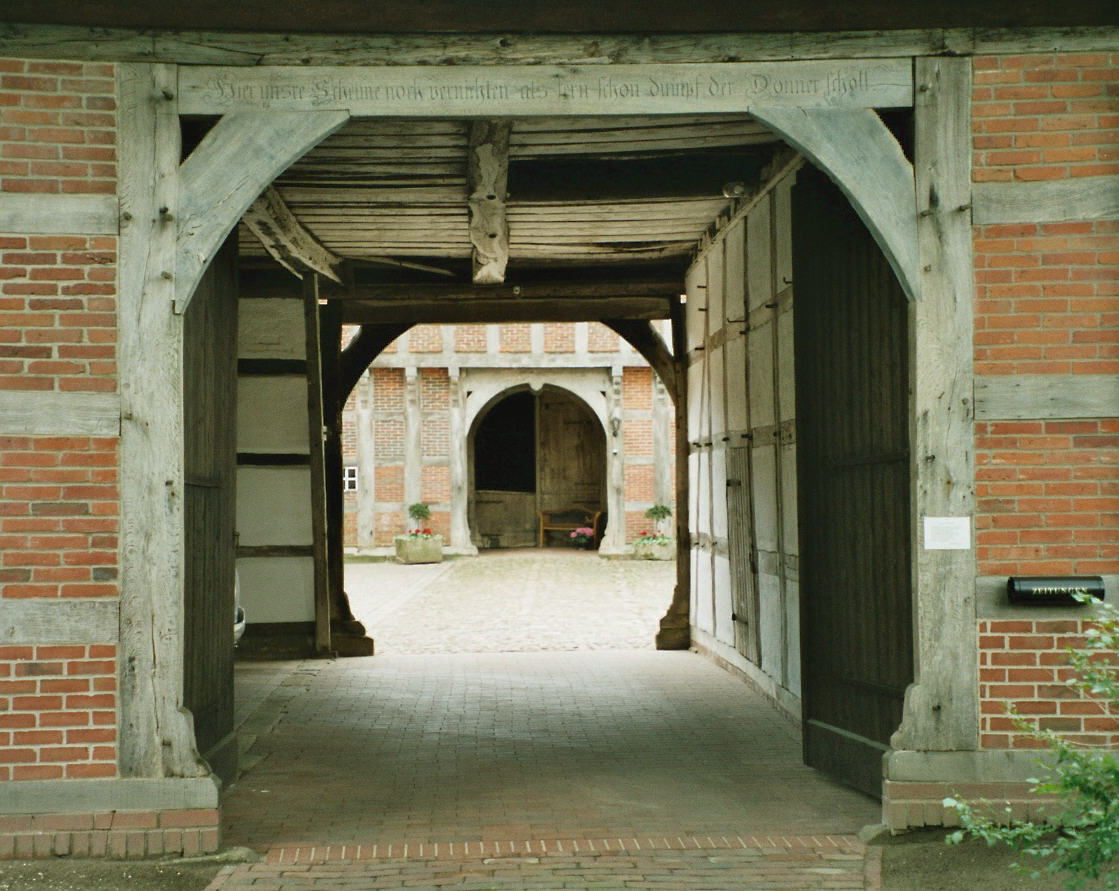
Hof in Lechterke, von ganz außen aufgenommen
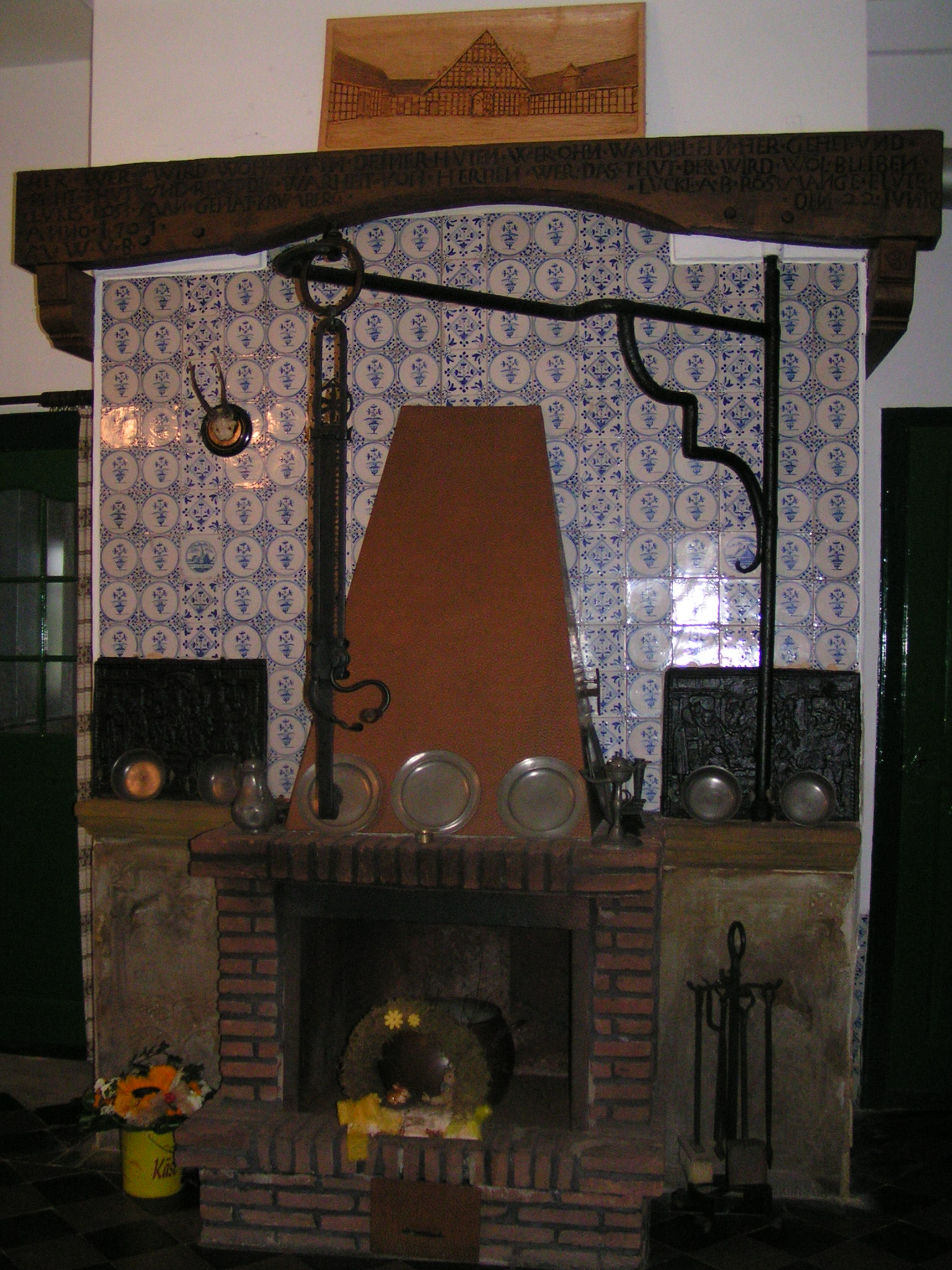
Feuerstelle in einem Hof in Vehs
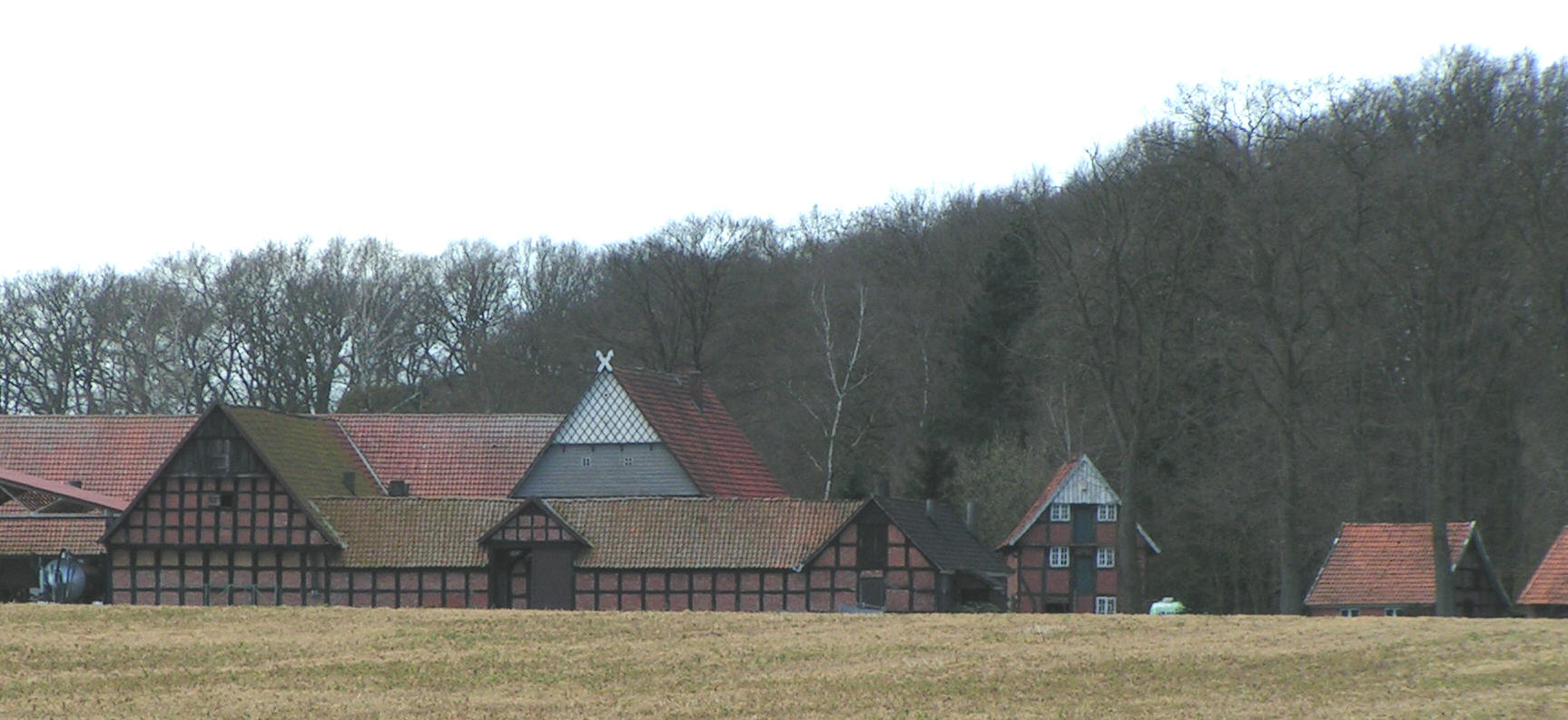
Hofstelle direkt an der B 214 in Gehrde

Die „Holzverschwendung“ bei vielen Prachthöfen im Artland ist ein belastbares Kriterium bei der Beantwortung der Frage, worauf die Pracht bei den betreffenden Giebeln beruht. Sie diente vor allem dem Zweck vorzugaukeln, dass das Wohnstallhaus aus vielen Etagen bestehe. Die Balken der „Schein-Etagen“ enden tatsächlich kurz hinter der Hausfassade. Auch der hohe Aufwand für die künstlerische Gestaltung der Knaggen, durch die Vorsprünge in der Fassade abgestützt werden (z. B. am Hof Berner, siehe das entsprechende Foto in der Galerie), ist ein Merkmal der meisten Prachthöfe.

#### Artlandstil
Für das Artland typisch sind die Lage der prächtigen Höfe außerhalb der Dörfer und die Tatsache, dass sie meist von alten Eichen umgeben sind. Die Höfe weisen heute noch die für das Artland typische Form mit den rechtwinklig um den Innenhof angeordneten Gebäuden auf.

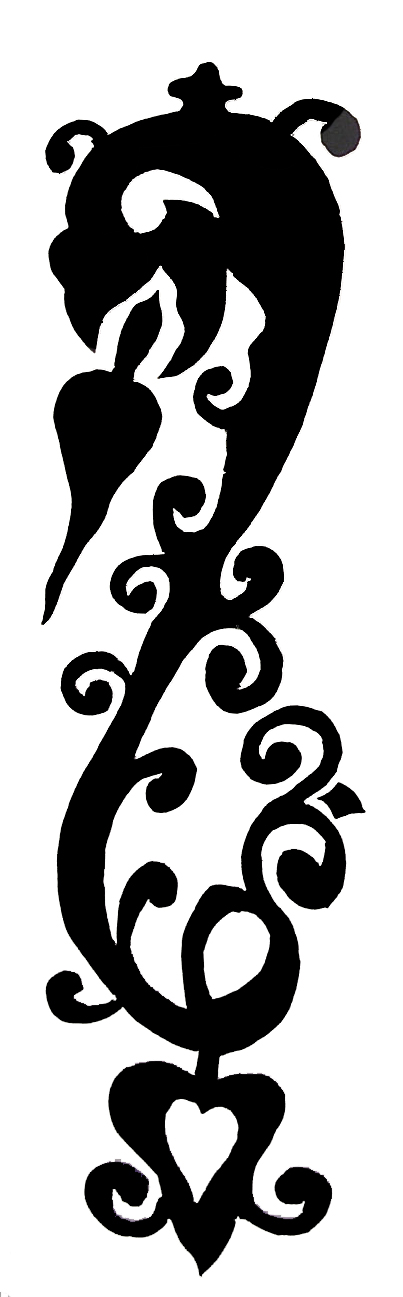
Der so genannte Artländer Drache

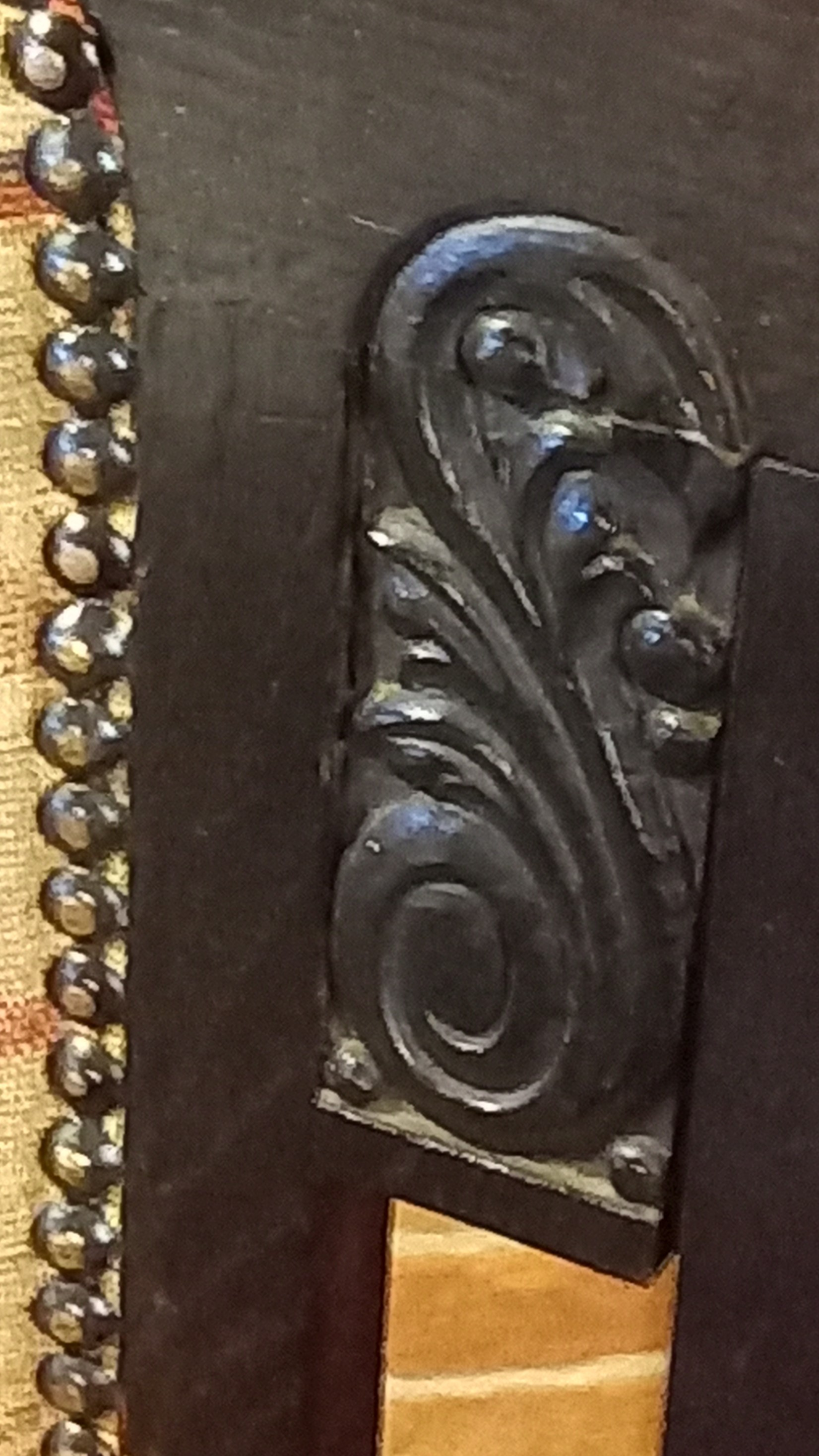
In einen Caféstuhl einbezogener Artlanddrache aus Holz

Ein weiteres Merkmal von Gebäuden und deren Inneneinrichtungen, die es in der betreffenden Form nur im Artland gibt, ist die Krönung ihrer Türen und Tore von prächtigen Halbrosetten. Rosetten finden sich auch auf den verzierten Artländer Möbeln, wobei die reich gestalteten von Eichenholzmöbeln, zum Beispiel Stollen- oder Kastentruhen – mehrheitlich Braut-Truhen auffällig sind. Bis zur Mitte des 17. Jahrhunderts erscheint auf diesen als einziges Ornament der Sechsstern, während die älteste datierte Stellentruhe mit geschnitzten Rosetten aus dem Jahr 1656 datiert, wobei es sich um einen nahtlosen Übergang gehandelt haben dürfte. Gegen Ende des 17. Jahrhunderts erscheint ein Motiv, das für die Artländer Möbelkultur zur Leitfunktion wurde: die Wellenranke mit Drachenkopf, die auf Stollentruhen ausschließlich in Flachschnitzerei vorkommt.

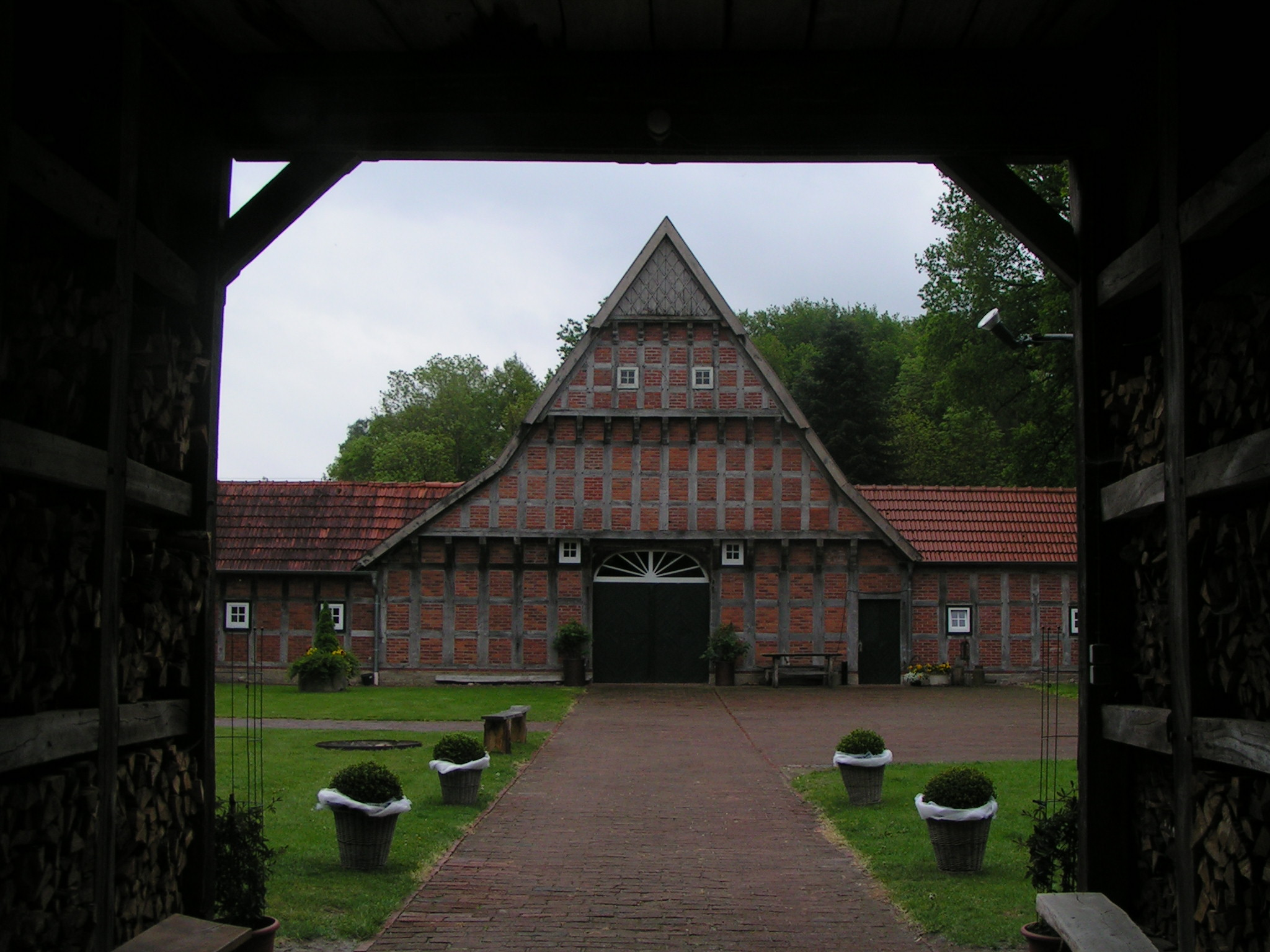
In unmittelbarer Nähe zum Drei-Kreise-Eck Osnabrück-Vechta-Cloppenburg gelegener Hof Sperveslage-Scherbring in Dinklage-Wulfenau

Höfe im Artlandstil gibt es auch in benachbarten Landkreisen, z. B. den im Jahr 1567 errichteten Hof Sperveslage-Scherbring im Dinklager Stadtteil Wulfenau, der ebenfalls im Quakenbrücker Becken liegt.

### Aktivitäten des Denkmalschutzes seit den 1980er Jahren
Generell ist es eine Aufgabe von Denkmalschützern, Häuser, die sie unter Denkmalschutz gestellt haben, davor zu bewahren, dass sie abgerissen werden, aber auch Hauseigentümer anzuhalten, das Nötige zur Erhaltung der Bausubstanz zu unternehmen, und sie dabei zu unterstützen.
Denkmalschützer beantragten vor 1984 bei dem in Niedersachsen für Denkmalschutz damals zuständigen Ministerium für Wissenschaft und Kunst, dieses solle die Kultusministerkonferenz beauftragen dafür zu sorgen, dass die UNESCO die „Artland Landscape Osnabruck“ in ihre Tentativliste als Kandidatin für die Welterbestätten in Deutschland aufnimmt. Dies geschah wunschgemäß, so dass die „Artland Landscape“ von 1984 bis 1993 auf dieser Liste platziert war. Im Jahr 1993 nahm Deutschland jedoch 17 im Jahr 1984 aufgestellte Kandidaten wieder von der Liste, darunter auch das Projekt „Artland – Landschaft mit Bauernhöfen“ (inoffizielle Bezeichnung auf Deutsch).
Das Projekt Kulturschatz Artland wurde Heinrich Böning, von 1977 bis 2015 Leiter des Stadtmuseums Quakenbrück, zufolge vom Landkreis Osnabrück in Zusammenarbeit mit der 1985 gegründeten Deutschen Stiftung Denkmalschutz aufgesetzt, „um die bedeutende Bausubstanz der Region zu erhalten“. Die Entwicklung der Begriffsverwendung zeigt aber in Verbindung mit der Praxis des alljährlich von Denkmalschützern organisierten Tags des offenen Denkmals (s. u.), dass dieser Ansatz im Vergleich zum Ziel der Tourismusförderung völlig in den Hintergrund getreten ist.
Um die Rettung der Bausubstanz denkmalgeschützter Fachwerk-Hallenhäuser ging es im Jahr 1998 auch Helmut Ottenjann, dem seinerzeitigen Direktor des Museumsdorfs Cloppenburg. In diesem Jahr gründete er die „Stiftung Kulturschatz Bauernhof“. Ottenjanns Bestreben, etwas gegen den Verlust des alten Kulturgutes zu unternehmen, bezog sich allerdings, seiner Rolle als Leiter eines Landesmuseums entsprechend, auf den gesamten ehemaligen niedersächsischen Regierungsbezirk Weser-Ems. Denn nicht nur im Artland gab es prächtige und auch „nur“ denkmalgeschützte Fachwerk-Hallenhäuser, die vor dem Verfall gerettet werden sollten. Da auch das Artland im Bezirk Weser-Ems lag (vgl. die Translozierung der Wehlburg), profitierte auch dieses davon, dass 2004 von der Stiftung ein Monumentendienst gegründet wurde, der seitdem als Pflege- und Wartungsdienst vor allem in der präventiven Denkmalpflege der Vielzahl an erhaltenen Gebäuden zum Einsatz kommt, auch im Artland.
Der Idee, dem Häuserensemble im Artland einen Welterbestatus zuzuerkennen, stand Ottenjann offenbar früh skeptisch gegenüber. Er soll, auf das Scheitern des Plans im Jahr 1993 angesprochen, geäußert haben, es habe offensichtlich an einer unterstützenden Lobby gemangelt.
Wolfgang Rüther urteilte 2008: „Das Bemühen, das Artland wegen dessen Bestand [sic!] an historischen Bauerngehöften zum Weltkulturerbe zu erheben, scheiterte weniger am Widerstand der Unesco als an dem der Bauern.“ Das Hauptproblem von Landwirten, die von einem Artlandhof aus traditionelle Landwirtschaft betrieben, bestehe darin, dass „[d]as Verhältnis zwischen kosteninsivem Kulturlandschafts-, also Denkmalerhalt und Produktionsmittel Fläche – und damit zur möglichen Wertschöpfung […] mehr als ungünstig“ sei. Letztlich seien Artlandhöfe von ihrem Ursprung her Zentralen des gesamten landwirtschaftlichen Betriebs. Daher sei es, wenn es um Traditionspflege gehe, nicht zulässig, Höfe bzw. Hofstellen losgelöst von der bewirtschafteten Fläche zu betrachten, zumal sie steuerrechtlich heute noch bei Landwirten eine Einheit bildeten. Der „weit überregional bedeutende Baubestand“ im Artland könne nicht aus eigenen Kräften erhalten werden. Andererseits bewertet Rüther die Einstellung von „heute das Land Nutzenden“ für illusionär, sie könnten wegen ihrer finanziellen Probleme komplett aus der Pflicht zur Erhaltung ihrer wertvollen Hofensembles entlassen werden.
Eine neue Initiative zur Verleihung des Welterbestatus an die „Hauslandschaft Artland“ erfolgte durch die Vereinigung der Landesdenkmalpfleger in der Bundesrepublik Deutschland (VDL) am 19. und 20. Februar 2009 auf ihrer Klausurtagung „Welterbe und Europa-Erbe“, einem ICOMOS Deutschland-Workshop. Zum weiteren Verfahren empfahl die VDL, zu dem Vorschlag gemeinsam mit den Vorschlägen „Ländliche Architektur/Siedlungsformen von Rundlingen Wendland“, „Marschhufendörfer Altes Land“ und „Schwarzwaldhöfe“ ein vergleichendes Votum des ICOMOS einzuholen, durch das beurteilt werden sollte, ob diese „Kandidaten“ Welterbe-Niveau aufweisen bzw. auf welche(n) „Kandidaten“ dies zutrifft. Alle drei niedersächsischen „Kandidaten“ wurden in den 2010er Jahren nicht auf der deutschen Tentativliste der UNESCO berücksichtigt. Anders als die Initiatoren aus dem Alten Land und dem Wendland unternahm 2021 niemand im Artland bzw. in der Region Osnabrücker Land einen neuen Versuch, den Zeugnissen der Bauernhofkultur im Artland zum Welterbe-Status zu verhelfen.
Allerdings tragen Denkmalschützer auch aktuell zur Lebendigerhaltung des Begriffs „Kulturschatz Artland“ bei, und zwar in Form des „Kulturschatzes Artland live“. Diese Veranstaltung ist eng mit dem Tag des offenen Denkmals verbunden, der bundesweit durch die durch die 1993 gegründete Deutsche Stiftung Denkmalschutz koordiniert wird. Der Flyer für die Veranstaltung Kulturschatz Artland live am Tag des offenen Denkmals 2023 listete die teilnehmenden „Baudenkmäler, Höfe und Gastronomie in Quakenbrück, Badbergen, Menslage, Nortrup und Gehrde“ auf. Die teilnehmenden Einrichtungen können alljährlich am zweiten Sonntag im September von Interessierten besichtigt werden; die meisten Einrichtungen sind in der Regel zu anderen Zeiten des Jahres nicht öffentlich zugänglich.
Durch die drei Begriffe „Baudenkmäler“, „Höfe“ und „Gastronomie“ wird deutlich, dass nicht nur Interessenten für Jahrhunderte alte Fachwerkhöfe zu der Veranstaltung eingeladen werden sollen. Eine Übersichtskarte der Teilnehmer am Tag des offenen Denkmals im Jahr 2023 zeigte 22 Objekte im Einzugsgebiet des „Kulturschatzes Artland“ an, davon 20 in der Samtgemeinde Artland und zwei in der Gemeinde Gehrde. Unter den 22 Objekten befanden sich zehn Fachwerk-Bauernhöfe.

### Tourismusmarketing seit den 1990er Jahren
Erst seit den 1990er Jahren setzte Werbung für die Eigenheiten von Landschaft und Kultur des Artlandes langsam ein. Zur Förderung von Wirtschaft und Tourismus der Region wurden die Wirtschaftsagentur Artland (WAAL) und darüber hinaus die ARTour (Artland Touristik) gegründet. Die Wirtschaftsagentur betrieb Standortmarketing unter der Destinationsmarke „Kulturschatz Artland“. Durch das Gütesiegel „Kulturschatz Artland“ soll die Kulturlandschaft in der Samtgemeinde Artland sowie in der Gemeinde Gehrde im Osnabrücker Land geschützt werden. Insbesondere gilt dies für die kulturhistorisch wertvollen Fachwerkbauernhöfe im Artland. Den größten Erfolg dieses Ansatzes stellt die Aufstellung von zwei Schildern (je eines in beiden Fahrtrichtungen) an der Bundesautobahn 1 auf dem Gebiet des Landkreises Vechta dar. Der Begriff „Kulturschatz Artland“ wird allerdings zunehmend seltener benutzt.
Ein eher negatives Urteil über die Bemühungen der in der Tourismusbranche Tätigen gaben 2007 die in Lingen (Ems) ansässigen Verfasser des Endberichts des „Integrierten ländlichen Entwicklungskonzepts (ILEK) Nördliches Osnabrücker Land“ im Kapitel „Tourismus und Kultur (4.7.)“ ab. Zwar gehöre die Bauernhofkultur zu den Stärken des Nördlichen Osnabrücker Landes (also nicht allein des Artlandes). Aber wie alle touristischen Angebote in dem Gebiet seien Angebote, die Bauernhöfe betreffen, „kaum bekannt“. Touristische Leistungsträger seien schlecht vernetzt, und sie verfügten über „kein ausgeprägtes unternehmerisches Denken.“
Im Oktober 2019 wurde der Aufgabenbereich der WAAL auf die Tourismusförderung beschränkt. Um dies zu verdeutlichen, wurde die Agentur in „Tourismus Marketing Artland (TMA)“ umbenannt.
Im „Regionalen Raumordnungsprogramm für den Landkreis Osnabrück 2004“ wird festgestellt, dass „[z]u den herausragenden Kulturlandschaften des norddeutschen Raumes […] das Artland mit seinen Fachwerkhöfen, Herrensitzen und historischen Dörfern“ zähle, „deren Erhalt und touristische Erschließung ein besonderes Anliegen ist“. Die prächtigen Fachwerkbauernhöfe bilden laut dem Text des RRP nur einen Teil dieser Kulturlandschaft.
Auf einer Website des Landkreises Osnabrück werden Radrouten in der Erlebnisregion Artland vorgestellt. Durch die Samtgemeinde Artland führt die Artland-Rad-Tour, durch die Gemeinde Gehrde die Artländer Fachwerkgiebelmeile sowie durch die übrigen Gemeinden der Samtgemeinde Bersenbrück die Bauernhof-Tour.
Bereits in älteren Versionen der Werbung für Fahrradtouren durch die Samtgemeinde Artland wurden die Giebeltour und die Kunsttour vorgestellt. Die Besonderheit der „Kunsttour“ besteht darin, dass an ihrem Rand zwölf Reproduktionen von Gemälden der Artländer Malerin Beate Kliche aufgestellt sind, die genau das abbilden, was der Betrachter an dem jeweiligen Standort in der realen Landschaft zur entsprechenden Jahreszeit sehen kann.
Vor allem an Gartenfreunde richtet sich die Nortruper Gartentour. Alljährlich öffnen für diese im Juni Gärten in der Gemeinde Nortrup ihre Pforten.
Durch das Artland führt auch der Radfernweg Hasetaler Kunstroute. An der Abzweigung der Überfallhase beim ehemaligen Schützenhofwehr befindet sich die zweite Station der von Bersenbrück nach Meppen führenden Route, die Plastik „Flügel über dem Delta“ von Carola Wedell.
In Quakenbrück beginnt und endet die 142 km lange Ferienstraße namens Artland-Route. In diese Route ist auch die im Landkreis Vechta gelegene Burg Dinklage einbezogen, in der Clemens August Graf von Galen geboren wurde.

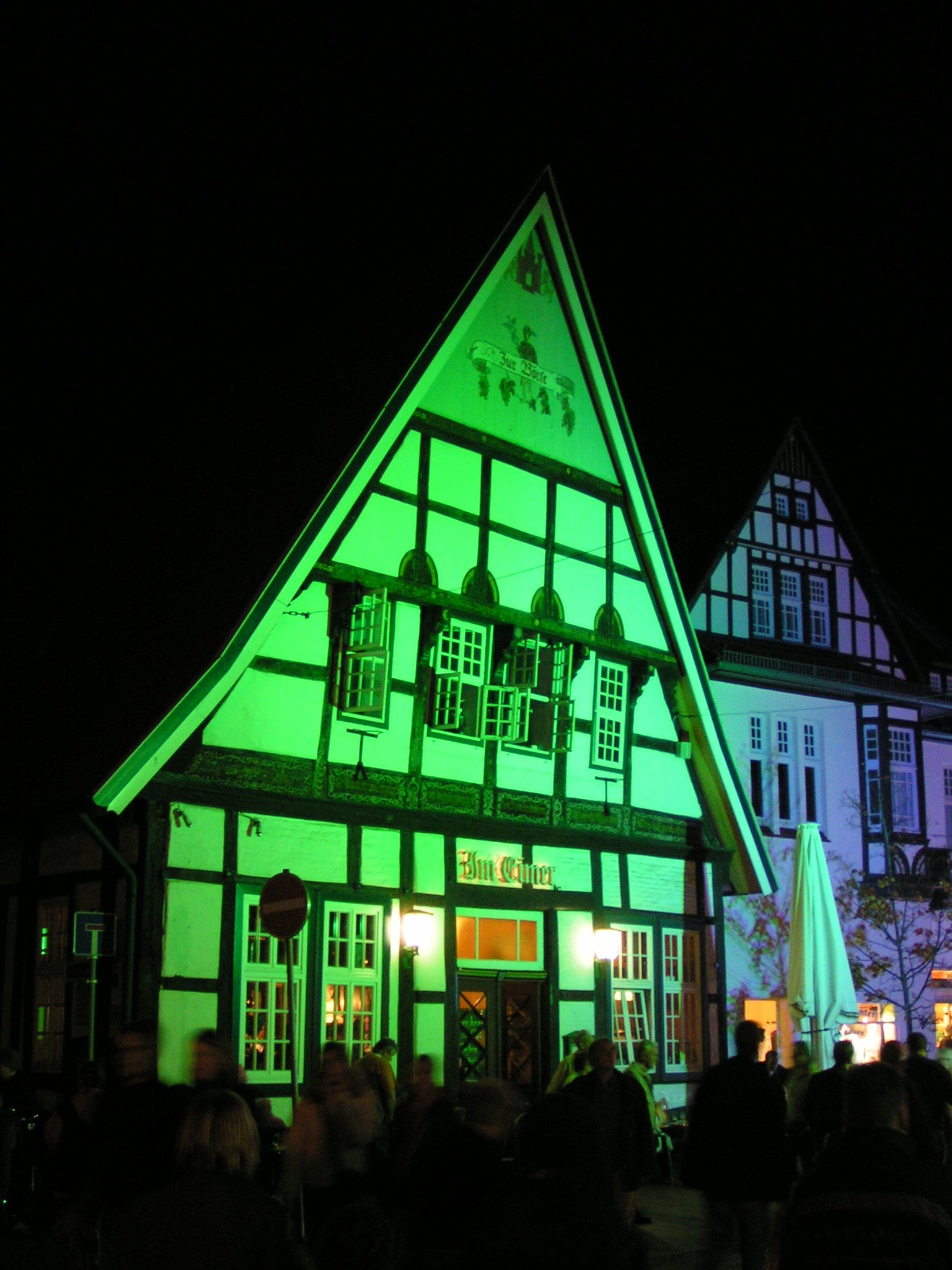
1452 errichteter Fachwerkbau in der Quakenbrücker Altstadt
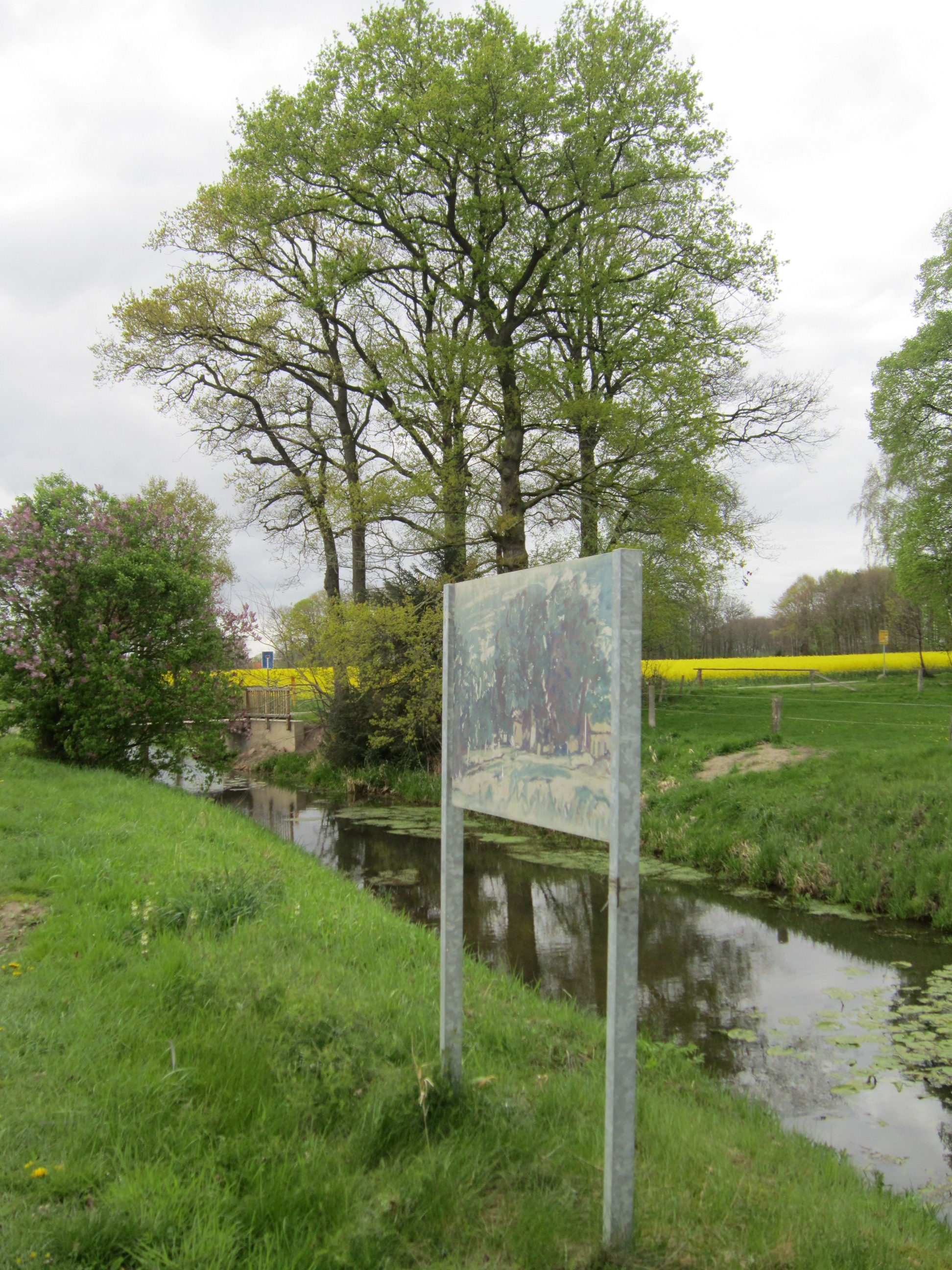
Linksseitiger Grundabzug bei Groß Mimmelage mit der Kopie eines Gemäldes von Beate Kliche
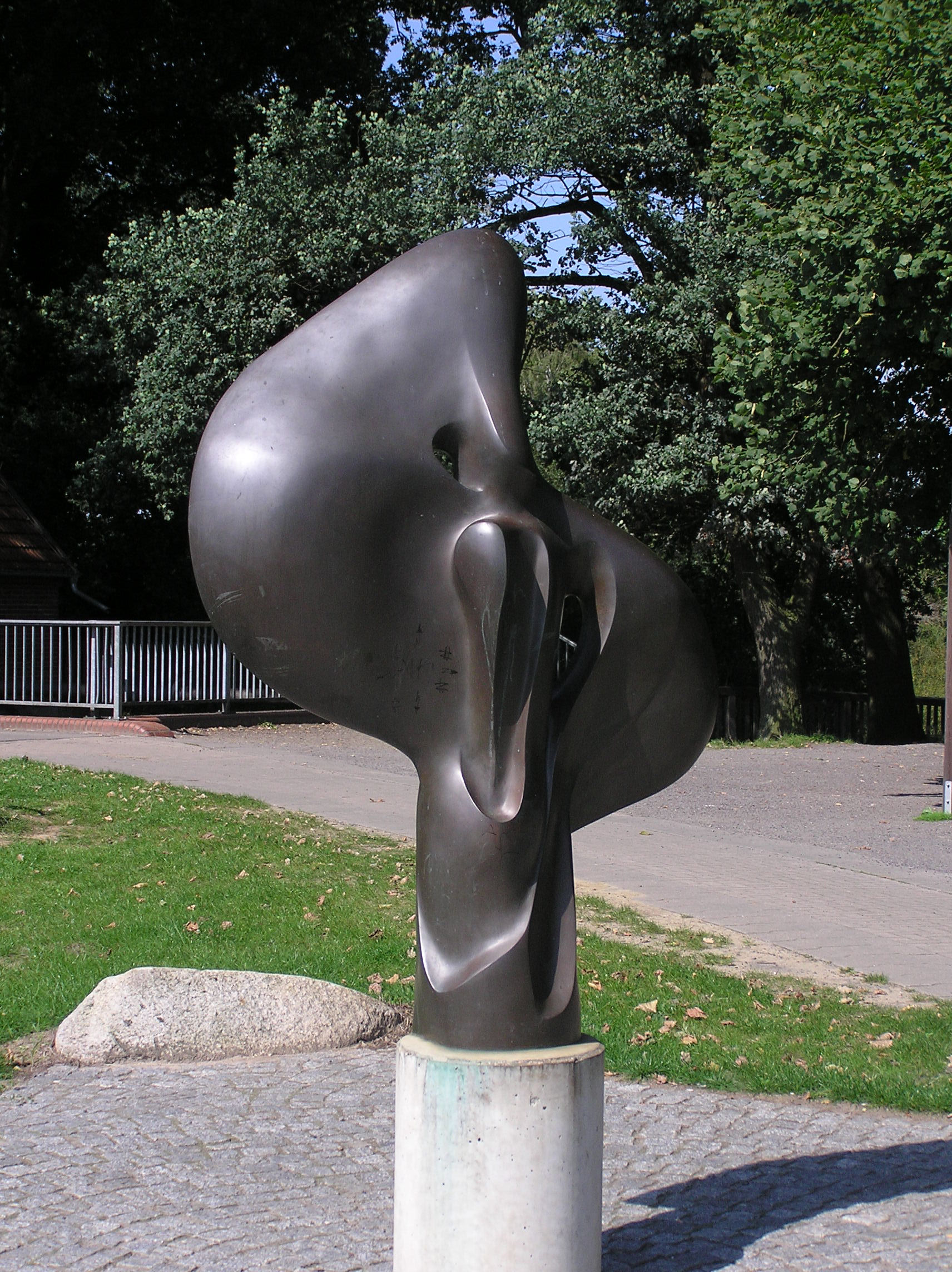
Plastik „Flügel wachsen über dem Delta“ von Carola Wedell an der Abzweigung der Überfallhase
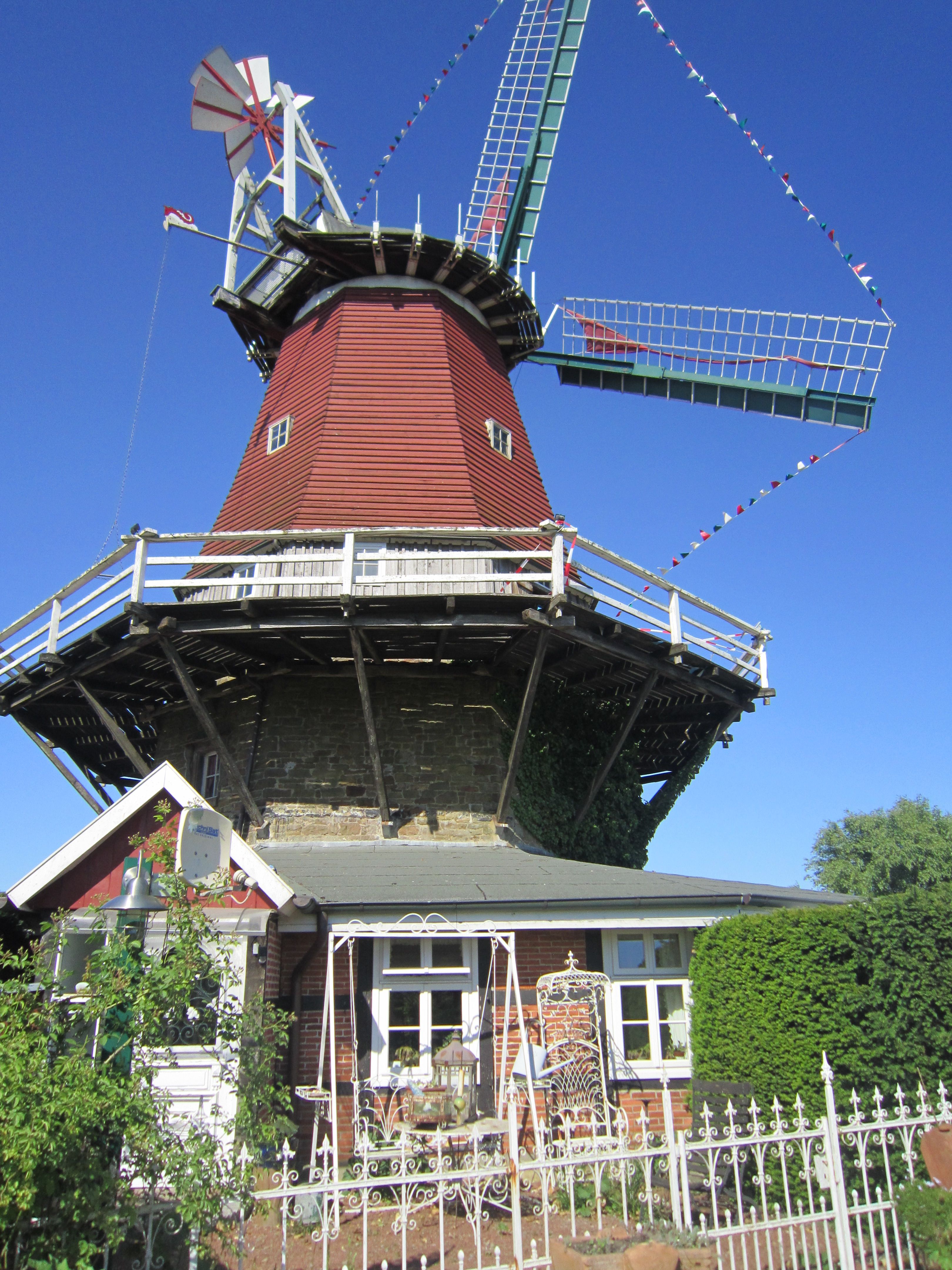
Galerieholländer-Windmühle in Groß Mimmelage

Öffentliche Planungen zum Tourismus werden seit 2019 vom „Tourismusverband Osnabrücker Land“ als ausführendem Organ einer von 16 „Marketingregionen für Wirtschaft, Gesellschaft und Landschaft“ in Niedersachsen (der Region „Osnabrücker Land“) koordiniert. „[U]nter der Dachmarke "Osnabrücker Land" [werden] Einzelaktionen gebündelt[,] und ein gemeinsames Marketing für die gesamte Destination Osnabrück (Stadt und Landkreis Osnabrück) [wird] betrieben.“ Dabei geht es insbesondere um Aktivitäten in den fünf ländlichen Teilregionen des Osnabrücker Landes, nämlich im „Nördlichen Osnabrücker Land“ (zu dem das Artland gehört), im „Wittlager Land“, in „Melle“, im „Südlichen Osnabrücker Land“ und im „Hufeisen“. Der letzte Begriff bezeichnet die Umlandgemeinden der Stadt Osnabrück, deren bis zur Gebietsreform 1972 gültigen Kreiszugehörigkeiten nicht berücksichtigt werden. Bis 2022 handelte es sich bei den genannten Regionen um „ILEK-Regionen“. Wegen ihres Stadtcharakters gehörte die Stadt Osnabrück nicht zu diesen Regionen. Seit 2023 werden die fünf genannten Regionen dem EU-Programm LEADER zugeordnet.
Seit 2023 erhalten alle LEADER-Regionen ein eigenes Finanzbudget. Die Samtgemeinde Artland bewertet diese Neuerung positiv, da sich die Region damit „– ergänzt durch Mittel von Bund, Ländern und Kommunen – zukunftsfähig aufstellen“ könne. Auf der Grundlage dieser Rahmenbedingungen entwickelte bis zum April 2022 die ILEK NOS ein „Regionales Entwicklungskonzept 2023–2027“. Dieses Konzept enthält auch Aussagen über „Fördertatbestände“. Der Begriff „Kulturschatz Artland“ kommt in dem 104 Seiten umfassenden Werk nicht vor.
Unter den Angeboten der Tourismusmanager in der Gemeinde Artland finden sich Führungen durch die Stadt Quakenbrück und den Kulturschatz Artland. Es war nie vorgesehen, die kulturhistorisch wertvollen städtischen Fachwerkhäuser in Quakenbrück in die Welterbepläne oder Aktionen zur Förderung der Besuchs von Bauernhäusern einzubeziehen.

### Weniger wertschätzende Sichtweisen der Bauernhofkultur im Artland
Die Autoren des im Auftrag des Landkreises Osnabrück erstellten „Managementplans FFH-Gebiet ‚Bäche im Artland‘“ bezeichneten im Oktober 2021 die Artland-Route als „Autoferienstraße“, „welche die Gemeinden im Artland miteinander verbindet und an kulturhistorischen Sehenswürdigkeiten wie dem Schloss Eggermühlen als auch Heimathäusern und Mühlen vorbeiführt.“ In Bezug auf „Erholung und Freizeit“ im Artland schreiben die Managementplaner: „Das Artland besitzt aufgrund seiner kulturhistorischen Geschichte eine hohe Bedeutung für die landschaftsbezogene Erholung und bietet Gelegenheit für Nah- und Kurzzeiterholung von Tages- und Wochenendgästen sowie für siedlungsnahe Erholung der Anwohner der umliegenden Ortschaften.“ Insgesamt sei das FFH-Gebiet ein „ländlich geprägter Raum mit vereinzelten [!] traditionsreichen Höfen und landwirtschaftlichen Produktionsanlagen“.
In einer von LEADER herausgegebenen Analyse über Tourismuspotenziale im Nördlichen Osnabrücker Land heißt es: „Das Nördliche Osnabrücker Land ist eine touristisch attraktive Region. Mit überregional bedeutsamen Anlaufpunkten wie dem Alfsee, dem Museum und Park Kalkriese oder dem Tuchmachermuseum kommen jährlich viele Gäste in die Region. Gleichzeitig bieten die Kommunen vielfältigen Aktiv- und Freizeitangebote wie Radfahren, Draisine fahren und Paddeln sowie eine attraktive Landschaft und Orte mit vielen E-Bike- und Wanderwegen. Gerade die Wanderwege sind in Kooperation mit TERRA.vita einheitlich ausgeschildert worden. Mit der Tourismusgesellschaft Osnabrücker Land mbH und dem Zweckverband Erholungsgebiet Hasetal e. V. gibt es zwei professionell agierende Destinationsmanagement-Organisationen in der Region, die sowohl in der Angebots- wie auch Infrastrukturentwicklung aktiv sind. So wird seit einigen Jahren in der Region Hasetal das Angebot „Radfahren auf Rezept“ vermarktet, das einen neuen Schwerpunkt auf den Gesundheitstourismus gelegt hat. Am Alfsee findet sich zudem eine große Bandbreite an Freizeit- und Übernachtungsmöglichkeiten. Darüber hinaus liegt hier das Naturschutz- und Bildungszentrum Alfsee, das nach einem Brand aktuell im Wiederaufbau ist. Zudem bietet die Biologische Station Haseniederung eine wichtige Anlaufstelle, die ein Angebot für alle Interessierten bietet. Diese Einrichtungen sind wichtige Akteure der Umweltbildung und bieten im Feld des naturnahen Tourismus überregional bedeutsame Anlaufstellen.“

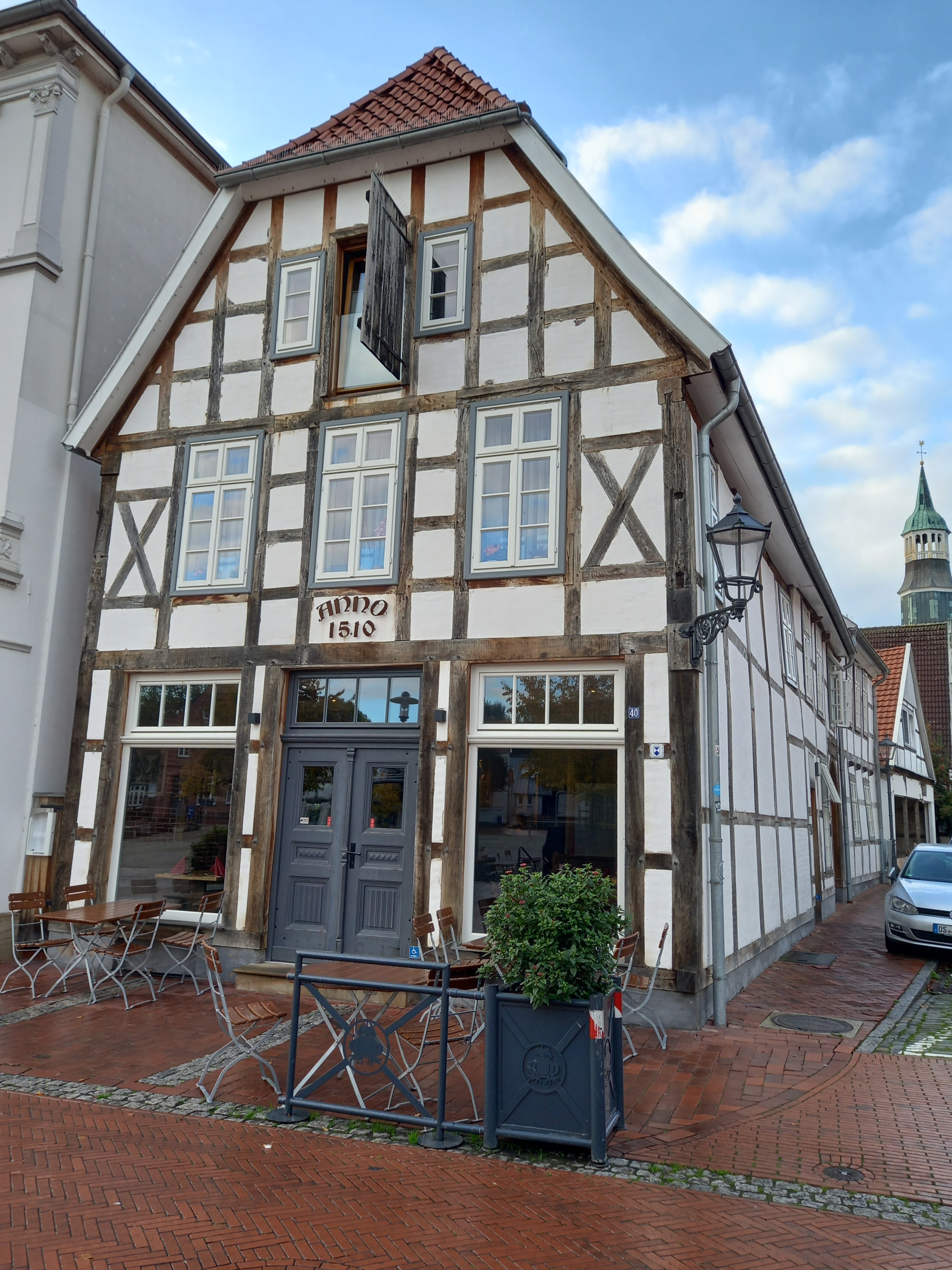
Mit dem Deutschen Fachwerkpreis 2020 ausgezeichnetes Haus Lange Straße 40 in Quakenbrück

In dem gesamten Regionalen Entwicklungskonzept werden die wertvollen Fachwerkbauernhöfe im Artland nicht explizit erwähnt. Das trifft aber auch auf die Fachwerkhäuser in der Stadt Quakenbrück zu, von denen einige zu den ältesten Niedersachsens gehören. Im Jahr 2020 erhielt Michael Abeln, Eigentümer des 1510 [!] errichteten Hauses Lange Straße 40 in Quakenbrück, den 1. Preis des Deutschen Fachwerkpreises „[f]ür die äußerst sensible Sanierung des stadthistorisch und fachwerkgeschichtlich [!] für Quakenbrück wichtigen Fachwerkgebäudes“.

## Sonstiges
Aus der charakteristischen – und nur die Artländer Region betreffenden – Tradition des Drachenkopf-Schnitzwerks auf dem Eichenholz von Hausbalken und repräsentativen alten Möbeln leitet sich der Name der Quakenbrücker Basketballmannschaft der Artland Dragons ab.

## Filmdokumentationen
- Artland. Aus der Reihe Landpartie – Im Norden unterwegs. Deutsche Fernsehdokumentation von Achim Tacke mit Heike Götz, NDR 2008, 90 Minuten